# Liste von Persönlichkeiten der Stadt Laucha an der Unstrut

Wappen der Stadt Laucha an der Unstrut

Die Liste von Persönlichkeiten der Stadt Laucha an der Unstrut enthält Personen, die in der Geschichte der sachsen-anhaltischen Stadt Laucha an der Unstrut eine nachhaltige Rolle gespielt haben. Es handelt sich dabei um Persönlichkeiten, die Ehrenbürger von Laucha an der Unstrut oder hier geboren sind oder hier gewirkt haben.
Für die Persönlichkeiten aus den nach Laucha an der Unstrut eingemeindeten Ortschaften siehe auch die entsprechenden Ortsartikel.

## Ehrenbürger der Stadt
- Carl Stephan (1837–1927), Lauchaer Chronist

## Söhne und Töchter der Stadt
- Gottfried Möbius (1611–1664), Doktor und Professor der Medizin
- Georg Möbius (1616–1697), Theologe und Historiker
- Levin Friedrich von der Schulenburg (1738–1801), kursächsischer Geheimer Rat und Erb-, Lehn- und Gerichtsherr auf Burgscheidungen und Kirchscheidungen sowie Kleinliebenau, geboren in Burgscheidungen
- Moritz Levin Friedrich von der Schulenburg (1774–1814), sächsischer Kammerherr, Majoratsherr auf Burg- und Kirchscheidungen, Erbherr von Branderode und Netzschkau, geboren in Burgscheidungen
- Friedrich von Thiersch (1784–1860), Philologe, geboren in Kirchscheidungen
- Benedikt Wolff (1786–1847), Theologe und Philosoph[1]
- Bernhard Thiersch (1793–1855), Pädagoge, Dichter des Preußenliedes, geboren in Kirchscheidungen
- Johann Gottfried Rode (1797–1857), Musiker und Komponist, geboren in Kirchscheidungen
- Carl Johannes Thomae (1840–1921), Mathematiker
- Carl Stephan (1837–1927), Lauchaer Chronist und Ehrenbürger
- Berthold Sigmund Schenkling (1865–1946), Lehrer und Entomologe
- Karl Hermann Heise  (1872–1939), Anthroposoph und Schriftsteller
- Julius Grober (1875–1971), Internist
- Max Weber (1922–2007), Leichtathlet
- Erhard Albrecht (1925–2009), Philosoph, geboren in Kirchscheidungen
- Arnold Müller (1949–2024), Geologe und Paläontologe
- Gunter Heise (* 1951), Verfahrenstechniker, bis 2013 geschäftsführender Gesellschafter und Sprecher der Geschäftsführung der Rotkäppchen-Mumm Sektkellereien GmbH in Freyburg (Unstrut)
- Judith Demba (* 1957), Politikerin und Mitbegründerin der Grünen Partei in der DDR

## Persönlichkeiten, die mit der Stadt in Verbindung stehen
- Friedrich Nietzsche (1844–1900), Dichter und Philosoph, wurde 1857 in Kirchscheidungen von Pastor Gustav Adolf Oßwald, einem engen Freund des verstorbenen Röckener Pfarrers Carl Ludwig Nietzsche († 1849), auf die Aufnahmeprüfung in der Landesschule Pforta vorbereitet
- Hans am Ende (1864–1918), Maler des Impressionismus und Mitbegründer der Künstlerkolonie Worpswede, Sohn des Kirchscheidunger Pfarrers Christoph Gotthelf Alwin am Ende